# Saint-Georges-sur-la-Prée
Saint-Georges-sur-la-Prée ist eine französische Gemeinde mit 595 Einwohnern (Stand: 1. Januar 2022) im Département Cher in der Region Centre-Val de Loire; sie gehört zum Arrondissement Vierzon und zum Kanton Vierzon-2. Die Einwohner werden Saint-Georgeois und Saint-Georgeoises genannt.

## Geographie
Saint-Georges-sur-la-Prée liegt etwa 34 Kilometer westnordwestlich von Bourges am namengebenden Flüsschen Prée, der zum Fluss Cher entwässert, welcher den nördlichen Teil der Gemeinde durchquert. Umgeben wird Saint-Georges-sur-la-Prée von den Nachbargemeinden Thénioux im Norden, Méry-sur-Cher im Nordosten, Saint-Hilaire-de-Court im Osten und Südosten, Massay im Südosten und Süden, Dampierre-en-Graçay im Süden, Genouilly im Südwesten sowie Maray im Westen und Nordwesten.

## Geschichte
Saint-Georges-sur-la-Prée war früher für seine Ockervorkommen und die Gewinnung der Farbpigmente bekannt. Bereits 1571 unterlag der Ocker von Saint-Georges einem herrschaftlichen Monopol und wurde überregional vermarktet. Bis ins 18. Jahrhundert stammt der in Frankreich verwendete Ocker nahezu ausschließlich aus Saint-Georges.

## Bevölkerungsentwicklung
| Jahr                       | 1962 | 1968 | 1975 | 1982 | 1990 | 1999 | 2006 | 2019 |
| Einwohner                  | 404  | 401  | 347  | 367  | 590  | 601  | 627  | 607  |
| Quellen: Cassini und INSEE |      |      |      |      |      |      |      |      |

## Sehenswürdigkeiten
- Musée de l’Ocre

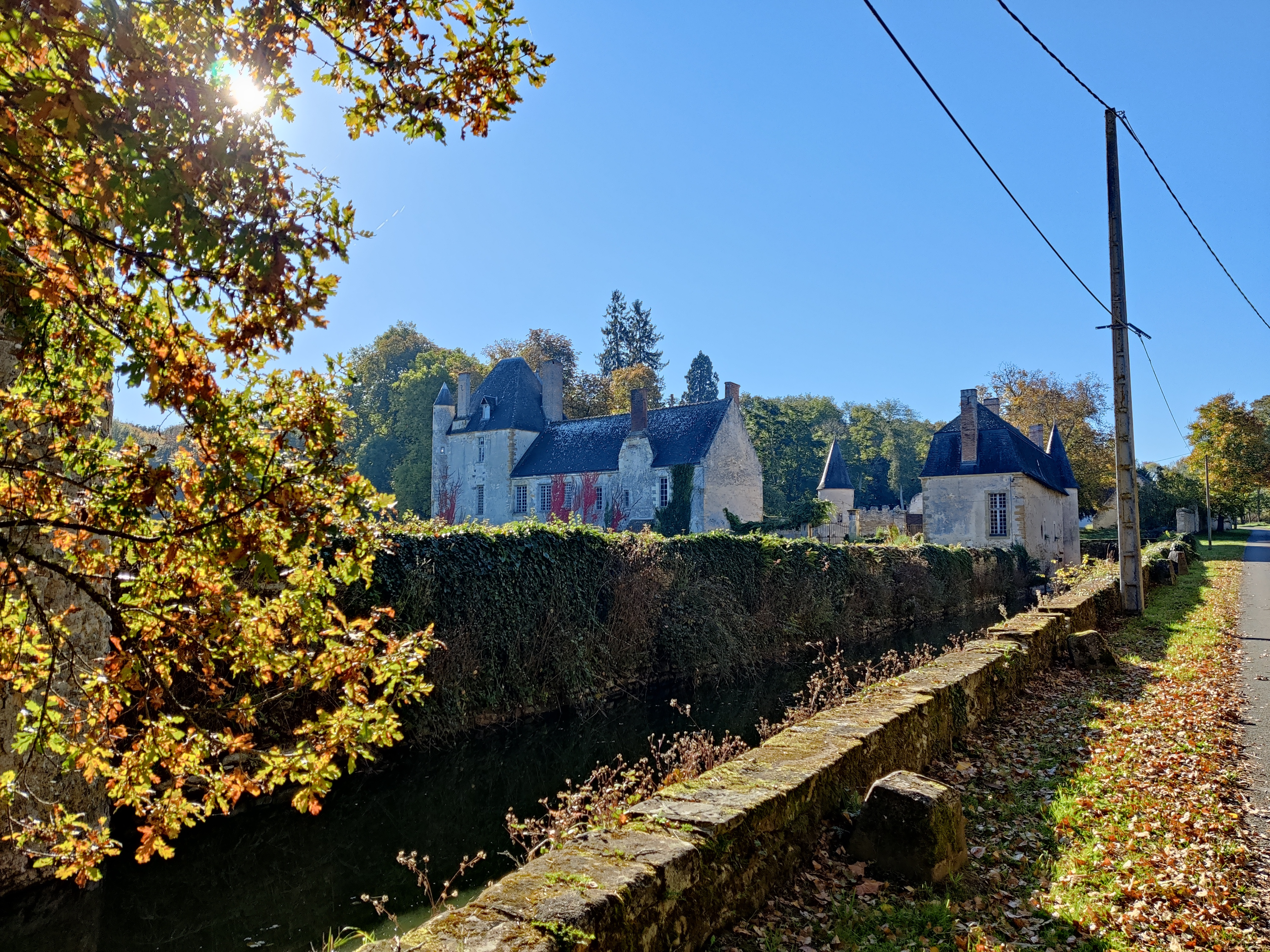
Schloss Rozay

- Schloss Rozay mit Ursprüngen aus dem 15. und 16. Jahrhundert, seit 2000 als Monument historique eingeschrieben